# モテモテかんぱにーR25
『モテモテかんぱにーR25』は、関西テレビで放送されていた関西ローカルの深夜バラエティ番組である。2013年4月11日からレギュラー放送を開始し2015年9月24日(翌25日)を以て最終回を迎えた。

## 放送内容
TKOの二人と吉木りさをMCとし、関西テレビアナウンサー新実彰平が進行役を務める。
18禁ならぬ、25禁の大人向け雑誌『R25』とコラボし、様々な明日使えるモテ情報をお届けする大人向けバラエティー番組である。
様々なジャンルのモテ情報を持っている”モテ講師”をゲストとして迎え、講師にレクチャーしてもらうという番組展開を主としている。稀に話題の芸能人がスタジオに来ることがある。
また、最新技術のセカンドスクリーンを導入しており、番組専用アプリにて番組中に7秒間流れる”モテメロ”を取得すると、ちょっぴりエッチな㊙画像が手に入るという画期的な試みを実践した。
開始に先駆けて、2013年3月24日（日）26:20 - 26:50に『4月からレギュラー決定スペシャル』が放送された。
2014年10月2日（木）放送回より、番組MCが丸高愛実から吉木りさに代わった。

## 主なコーナー
「アルミカン高橋の私をデートに連れてって♡」
松竹芸人アルミカンの高橋と関西テレビアナウンサー堀田篤が最新デートスポットを紹介。
「濡れ浴衣　㊙湯組」
松竹芸能のセクシー美人タレント4人（秘湯ガール）が秘湯を巡る。視聴者の人気投票によってメンバーが入れ替わる。
- 1st season - koppy（1位）
- 2nd season - 朋未（1位）・外田ありさ（2位）・三上夏輝（3位）・koppy（4位）
- 3rd season - 朋未・外田ありさ・秋葉のぞみ

「働くモテ美女コレクション」
様々な職場で働く美女にスポットを当てご紹介。
「明日使えるモテニュース」
明日女性との会話に困らない、使えるニュースを紹介。
「広報部長モテ造の最新モテ情報」
知っているとモテる、最新情報を一挙紹介。
「水着AD」
グラビアアイドルが水着で、ADを務める（2014年10月9日放送分 - 最終回まで）
- 2014年10月9日、2014年10月16日：安枝瞳
- 2014年10月23日、2014年10月30日、2014年11月6日：宮崎彩
- 2014年11月13日、2014年11月20日、2014年11月27日：麻生亜実
- 2014年12月4日、2014年12月11日、2014年11月18日：荒井華奈
- 2014年12月25日、2015年1月8日、2015年1月15日、2015年1月22日：高崎聖子
- 2015年1月29日、2015年2月5日、2015年2月12日：駒井まち
- 2015年2月19日、2015年2月26日、2015年3月5日：井上貴恵
- 2015年3月12日、2015年3月19日、2015年3月26日：鈴木ふみ奈
- 2015年4月2日：（浴衣AD）佐々木麻衣・中井優希・原紀舟

## 出演者

### レギュラー
- 木本武宏（TKO）
- 木下隆行（TKO）
- 吉木りさ - 2014年10月2日放送分
- 新実彰平（関西テレビアナウンサー）

### 準レギュラー
- 赤阪侑子（アルミカン）
- 高橋沙織（アルミカン）
- 堀田篤（関西テレビアナウンサー）
- 児玉菜々子

秘湯ガール
- koppy
- 朋未
- 外田ありさ
- 三上夏輝

### ナレーター
- 中島めぐみ（関西テレビアナウンサー）
- 橋本マサキ

## 過去の出演者

### レギュラー
- 丸高愛実（番組開始 - 2014年9月25日放送分まで）

### その他
- きのせひかる
- 河邑美空

## スタッフ
- 構成：くらやん、鈴木一史
- TD・SW：山本倫久（カンテレ）
- CAM：藤松智哉（カンテレ）
- VE：結城芳彦（カンテレ）
- LD：大石竜也（カンテレ）
- MIX：井田憲吾（カンテレ）
- EED：小寺崇弘
- MA：山本正志
- 美術プロデューサー：乗本孝治（カンテレ）
- デザイン：山本直人
- 美術制作：永田道徳
- メイク：パウダー
- アプリ：岩田健吾・鳥居敬生（2人共カンテレ）
- 営業：田中潤（カンテレ）
- 宣伝：羽藤ゆかり（カンテレ）
- 協力：R25、ウエストワン、ヨーロッパ企画、映像倶楽部、メディア・シェイカーズ、キャロット、画屋
- アシスタントディレクター：杉岡亮（メディアプルポ）
- ディレクター：藤原慎平（メディアプルポ）、長坂信行、對馬久織（映像倶楽部）、瀧本直治
- プロデューサー：古橋由依子（カンテレ）、横山勇人（メディアプルポ）
- 制作協力：メディアプルポ
- 制作著作：カンテレ（関西テレビ放送）

### 過去のスタッフ
- 宣伝：川上翔子（カンテレ）
- アシスタントディレクター : 高野有里・榎浩大（全員メディアプルポ）